# STS-6
إس تي إس-6 (بالإنجليزية: STS-6)‏ الرحلة السادسة ضمن برنامج مكوك الفضاء لوكالة ناسا، والرحلة الأولى لمكوك الفضاء تشالنجر، انطلقت الرحلة في 4 أبريل 1983 من مركز كينيدي للفضاء، وهبطت في 9 أبريل في قاعدة إدواردز الجوية، جرى خلال الرحلة عملية سير في الفضاء، ونشر قمر تتبع وترحيل بيانات الأقمار الصناعية، حملت الرحلة أربعة من رواد الفضاء.

## معرض صور

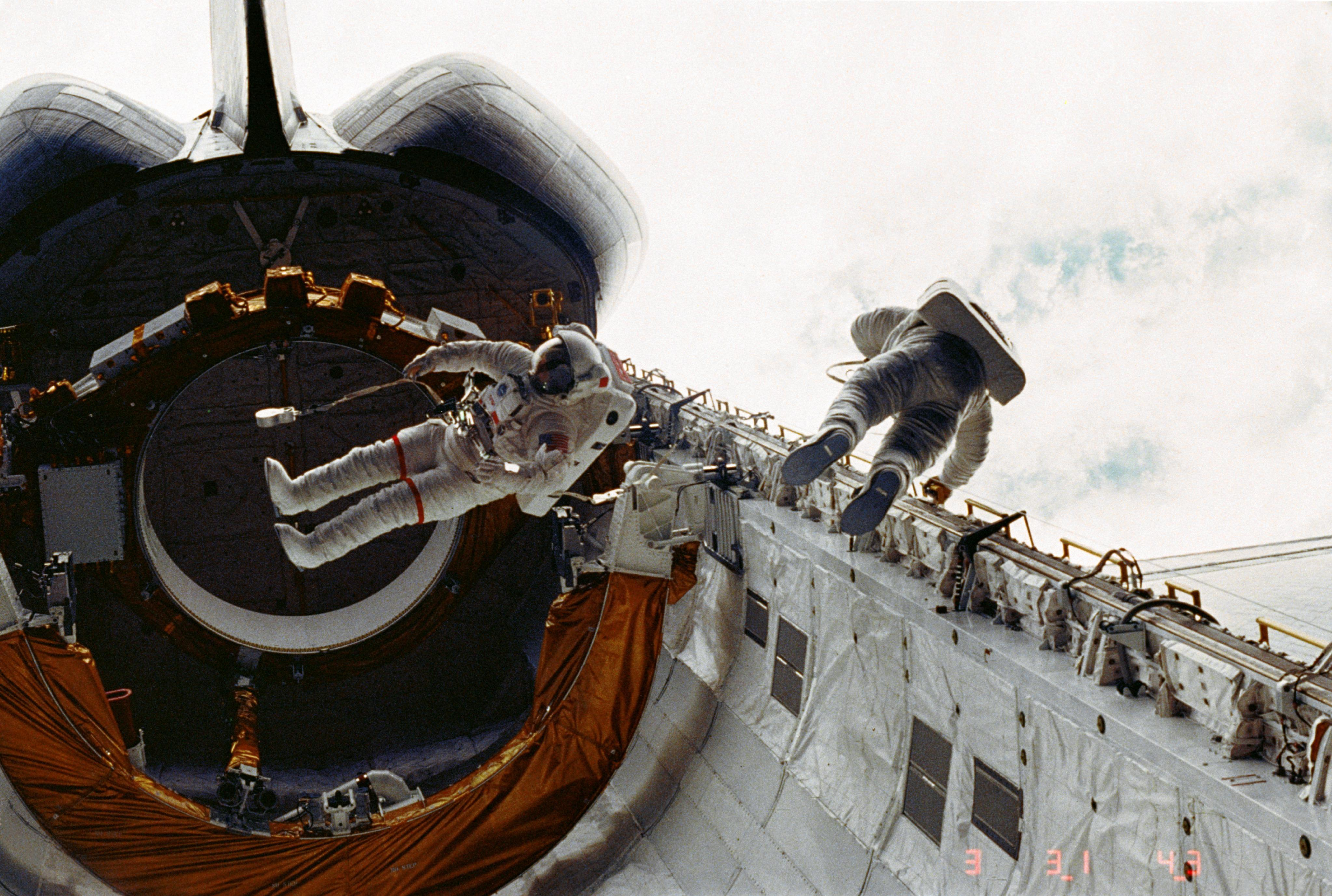
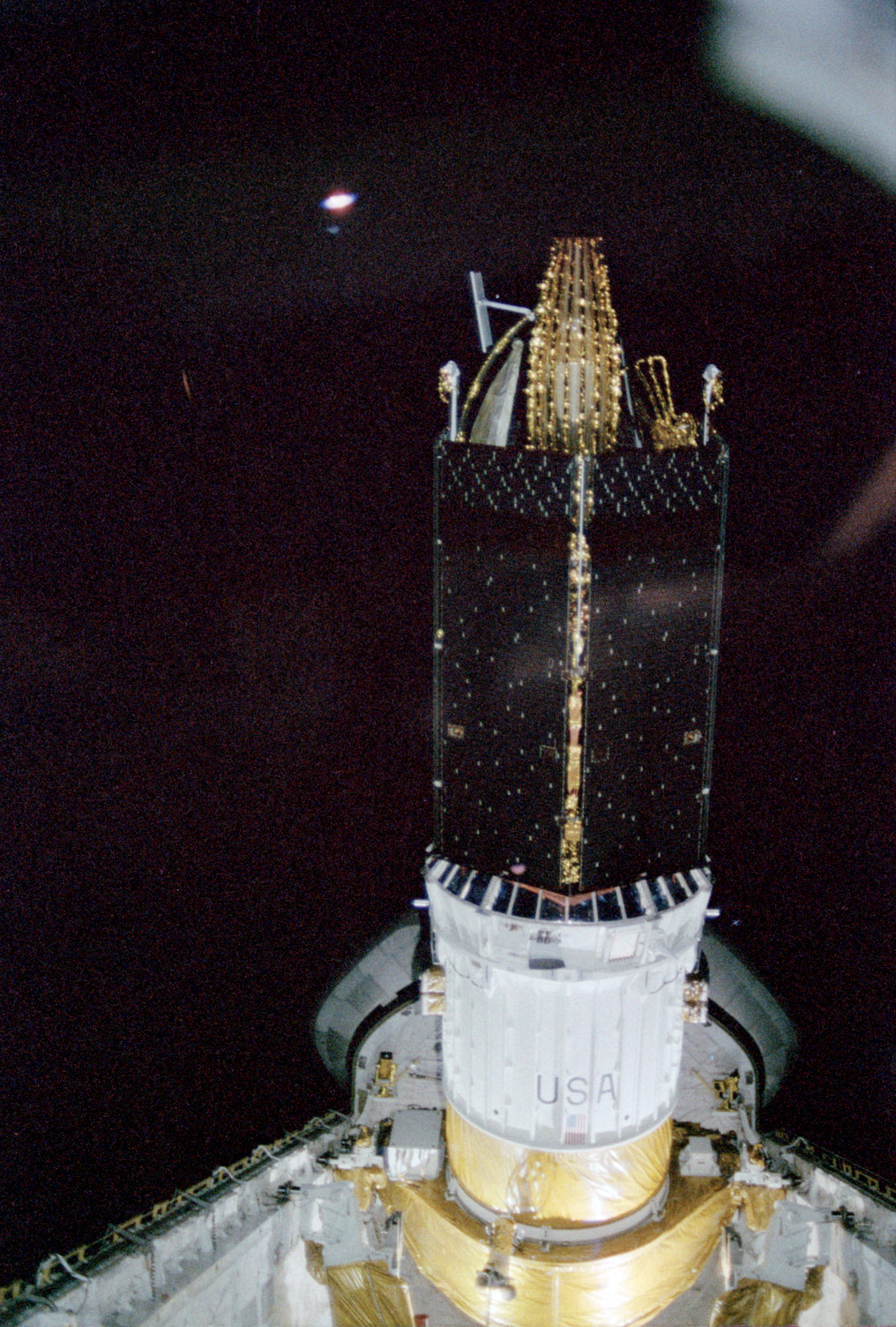
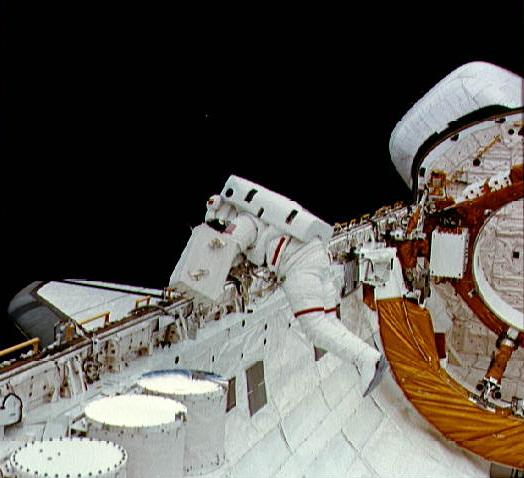